# Taverniera multinoda
Taverniera multinoda är en ärtväxtart som beskrevs av Mats Thulin. Taverniera multinoda ingår i släktet Taverniera och familjen ärtväxter. Inga underarter finns listade i Catalogue of Life.